# This Is Not a Love Song
This Is Not a Love Song is de bekendste plaat van de Britse groep Public Image Ltd.. Het nummer werd geschreven door John Lydon, zanger van Public Image Ltd. en daarvoor de Sex Pistols. Het is afkomstig van het vierde studioalbum This Is What You Want... This Is What You Get uit 1984. Op 5 september 1983 werd het nummer eerst in het Verenigd Koninkrijk en Ierland op single uitgebracht en in december in Europa, Australië en Nieuw-Zeeland.

## Achtergrond
De plaat werd in een aantal landen een radiohit. In thuisland het Verenigd Koninkrijk bereikte de plaat de 5e positie in de UK Singles Chart, Ierland de 3e, Australië de 17e, Nieuw-Zeeland de 45e en Duitsland de 45e. 
In Nederland werd de plaat in de winter van 1983-1984 veel gedraaid op Hilversum 3 en werd ook hier een radiohit in de destijds drie landelijke hitlijsten op de nationale publieke popzender. De plaat bereikte de 17e positie in de Nederlandse Top 40, de 12e positie in de Nationale Hitparade en de 18e positie in de TROS Top 50. In de Europese hitlijst op Hilversum 3, de TROS Europarade, werd géén notering behaald. 
In België bereikte de single de 20e positie in de voorloper van de Vlaamse Ultratop 50 en de 12e positie in de Vlaamse Radio 2 Top 30. In Wallonië werd géén notering behaald.
In juni 1988 werd het opnieuw uitgebracht, nu op cd-single met het nummer Public Image als "B-kant".